# Linn Creek
Linn Creek è un comune degli Stati Uniti d'America, situato nello Stato del Missouri, nella contea di Camden.